# Nicodim Vulpe
Nicodim Vulpe (n. 4 septembrie 1956, Chiperceni, raionul Orhei, RSS Moldovenească) este un cleric ortodox din Republica Moldova, care îndeplinește funcția de arhiepiscop de Edineț și Briceni.
A studiat teologia la Leningrad (între 1977 și 1981) și la Moscova (între 1990 și 1992). A fost hirotonit diacon, apoi preot în 1981, iar din 1982 a slujit ca paroh în satul natal, Chiperceni. A înaintat treptat în bisericească, iar anul 2009 a fost tuns în monahism, apoi a fost ridicat la rangul de arhimandrit.
Prin hotărârea Sfântului Sinod a Bisericii Ortodoxe Ruse din 24 decembrie 2010, arhimandritul Nicodim Vulpe a fost ales în funcția de Episcop de Edineț și Briceni. El a fost hirotonit ca episcop la Moscova, la 26 decembrie 2010, de către întâistătătorul Bisericii Ortodoxe Ruse, Patriarhul Chiril I al Moscovei. A fost avansat în trepta de Arhiepiscop de Edineț și Briceni, de către întâistătătorul Bisericii Ortodoxe Ruse, Patriarhul Chiril I al Moscovei la 16 mai 2021.